# Kalchbrenner Károly
Kalchbrenner Károly (Petőfalva, 1807. május 5. – Szepesolaszi, 1886. június 5.) botanikus, mikológus, evangélikus lelkész, a Magyar Tudományos Akadémia rendes tagja. Vidéki lelkészi hivatalából autodidakta módon emelkedett a 19. század közepének legelismertebb mikológusai közé. Kalchbrenner József (1776–1834) evangélikus lelkész fia. Botanikai szakmunkákban nevének rövidítése: „Kalchbr.”.

## Életútja
Gimnáziumi tanulmányait Győrben, Pesten, Selmecbányán, Pozsonyban és a szülőfalujához közeli Sopronban végezte. Sopronban, majd 1827-től három évig Halléban folytatott teológiai tanulmányok után 1831-től 1832-ig apja mellett volt Pesten segédlelkész. 1832-ben Szepesolasziba nevezték ki az evangélikus gyülekezet lelkészévé. Szabadidejében görög és római autorokat tanulmányozott és zsánerképeket festett. 1839-ben bekövetkezett szembaja miatt a festészettel felhagyott, s kertje művelése mellett 1847-től mind gyakrabban botanizált. A tizenhárom szepességi város esperessége 1858-ban alesperessé, 1870-ben főesperessé választotta. 1881-ben az esperesi hivatalból nyugalomba vonult.

## Munkássága
1847-ben kezdte feltérképezni a Szepesség magvas növényeit, majd Hazslinszky Frigyes Ákos unszolására – akivel levelezés útján kapcsolatban állott – érdeklődése a florisztikáról hamarosan a gombák felé fordult. Autodidaktából nemzetközileg elismert mikológussá vált, kapcsolatban állt kora legnagyobb gombakutatóival, például a svéd Elias Magnus Friesszel, az angol Miles Joseph Berkeleyvel, Mordecai Cubitt Cooke-kal, a skót Andrew Murrayvel, a német Gottlob Ludwig Rabenhorsttal, Leopold Fuckellel, Ferdinand von Muellerrel, az olasz Giacopo Bresàdolával, a dél-afrikai Leopold Richard Baurral, Peter Mac Owannel és másokkal. Élete során a számára a világ minden részéről küldött minták alapján mintegy 400 gombafajt írt le.

## Társasági tagságai és elismerései
Tudományos eredményei elismeréseként 1864-ben a Magyar Tudományos Akadémia levelező, 1872-ben rendes tagjává választotta. Levelező tagja volt az ausztráliai Új-Dél-Wales növénytani társaságának, a Linnean Societynek. Tiszteletére nevezték el 2002-ben az újonnan felfedezett Kalchbrenneriella zuzmóképző gombanemzetséget.

## Munkái
1. Abendandacht am Schlusse des Jahres 1843 gehalten in der evangelischen Kirche A. C. zu Wallendorf. Leutschau, 1843
2. Abendandacht am Schlusse des Jahres 1844. Kaschau, 1844
3. A szepesi gombák Jegyzéke II. Pest, 1867. (Mathem. és term. Közlemények V. 7. Az I. jegyzék a Közlemények 3. kötetében jelent meg.
4. A szepesi érczhegység növényzeti jelleme. Utazási jelentés. Uo. 1870 (Mathem. és term. Közlem. VI. 3.)
5. A magyar gombászat fejlődéséről és jelen állapotáról. Székfoglaló. Bpest, 1873. (Értekezések a term. tudom. köréből. IV. I.)
6. Icones selectae Hymenomycetum Hungariae per Stephanum Schulzer et Car. Kalchbrenner observatorum et delineatorum. Magyarország hártyagombáinak válogatott képei a m. tudom. akadémia III. osztályának megbízásából kidolgozta. Pest, 1873-75. Négy füzet (Magyar és német szöveggel, 40 szinezett táblával.)
7. Dorner József emléke. Bpest, 1875. (Értekezések a term. tud. kör. VI. 2.)
8. Szibériai és délamerikai gombák. Uo. 1878. Négy szinezett táblával. (Értek. a term. tud. kör VII. 16.)
9. Új vagy kevésbé ismert szömörcsög-félék. (Palloidei novi vel minus cogniti). Uo. 1880. Három színes táblával. (Ért. a term. t. kör. X. 17.)
10. Új vagy kevésbé ismert hasgombák. (Gastromycetes novi vel minus cogniti). Uo. 1884. Hat táblával. (Értek. a term. tud. kör. XIII. 8.)